# مستر تي
مستر تي (بالإنجليزية: Mr. T)‏ (21 مايو 1952) هو ممثل ومصارع أمريكي محترف ولد في مدينة شيكاغو بولاية إلينوي الأمريكية.

## روابط خارجية
- مستر تي على موقع دبليو دبليو إي (الإنجليزية)
- مستر تي على موقع WrestlingData.com (الإنجليزية)
- مستر تي على موقع CageMatch worker (الإنجليزية)
- مستر تي على موقع قاعدة بيانات المصارعة على الإنترنت (الإنجليزية)
- مستر تي على موقع عالم المصارعة على الإنترنت (الإنجليزية)
- مستر تي على موقع عالم المصارعة على الإنترنت (الإنجليزية)

- مستر تي على موقع IMDb (الإنجليزية)
- مستر تي على موقع ميتاكريتيك (الإنجليزية)
- مستر تي على موقع روتن توميتوز (الإنجليزية)
- مستر تي على موقع قاعدة بيانات الأفلام العربية
- مستر تي على موقع ألو سيني (الفرنسية)
- مستر تي على موقع ميوزك برينز (الإنجليزية)
- مستر تي على موقع أول موفي (الإنجليزية)
- مستر تي على موقع قاعدة بيانات الأفلام السويدية (السويدية)
- مستر تي على موقع إن إن دي بي (الإنجليزية)
- مستر تي على موقع أول ميوزيك (الإنجليزية)
- صفحة Mr. T على دبليو دبليو إي.كوم